# Ашока Чакра
Ашока Чакра, або Ашок Чакра (гінді अशोक चक्र, англ. Ashok Chakra) — державна нагорода, вища військова нагорода Індії в мирний час. Серед цивільних нагород Індії займає друге місце за старшинством після «Бхарат Ратна»; відповідно до Указу президента Індії за 2001 рік, у порядку старшинства поступається також вищій військовій нагороді «Парамвір Чакра». На відміну від «Парамвір Чакра», яка вручається виключно за героїзм перед обличчям ворога на полі бою, «Ашока Чакра» вручається за «особливо видатну сміливість, відважні дії або винятковий прояв героїзму чи самопожертви не перед обличчям ворога».

## Історія створення
Нагорода заснована 4 січня 1952 року, як аналог британського Хреста Георга і призначалась для нагородження актів особливо видатної сміливості, відважних дій і виняткових проявів героїзму або самопожертви не перед обличчям ворога.
Попервах нагорода мала три ступені: 1-й, 2-й і 3-й. Від 27 січня 1967 року назва «Ашока Чакра» залишилась лише за медаллю 1-го ступеня; медаль «Ашока Чакра» 2-го ступеня отримала назву «Кірті Чакра», а медаль «Ашока Чакра» 3-го ступеня — «Шаур'я Чакра».

## Опис нагороди
Нагородний знак має вигляд позолоченого кола діаметром 13⁄8 дюйма (3,5 см). У центрі аверса медалі зображена Ашока Чакра — колесо Ашоки (різновид Дхармачакри з 24 спицями), укладене у вінок з квіток лотоса. На зворотному боці знаходяться опуклі слова «Ашока Чакра» мовою гінді та англійською, написи розділені двома зображеннями квіток лотоса. По крайці медалі з обох боків йде орнаментальне обведення.
Медаль кріпиться за допомогою шарніра і скоби до орденської стрічки зеленого кольору, розділеної на два рівних сегменти вертикальною оранжевою лінією.
При повторному нагородженні передбачено додавання планки на стрічку медалі, до якої прикріплений нагородний знак, а при носінні стрічки без нагородного знака — додавання на неї мініатюрного зображення колеса Ашоки.

## Умови нагородження
Нагорода присвоюється за «особливо видатну сміливість, відважні дії або виключний прояв героїзму чи самопожертви не перед обличчям ворога». Останнє уточнення відрізняє її від вищого військового ордена «Парамвір Чакра», що вручається за аналогічні дії перед обличчям ворога тільки у воєнний час.
Нагороди можуть бути удостоєні військовослужбовці в будь-якому званні, службовці військово-медичного персоналу і цивільні особи будь-яких професій (з 1999 року до цього списку включені службовці поліції, включно з напіввійськовими формуваннями та службою залізничної охорони, які до цього були виключені зі списку разом з членами регулярних пожежних команд).
Статутом передбачена можливість повторного нагородження та повторних нагороджень. З отриманням нагороди кавалеру встановлюється щомісячна пенсія в розмірі 1400 рупій. Кожне наступне нагородження додає до цієї суми ще 1400 рупій.

## Кавалери
Першими кавалерами «Ашока Чакри» стали гавільдар Бачиттар Сінгх (2-й батальйон Сикхського полку) і наїк Нар Бахадур Тхапа (5-й батальйон 5-го Гуркхського стрілецького полку), які були удостоєні цієї нагороди за участь 13 вересня 1948 року в придушенні повстання в князівстві Хайдарабад, відомому як операція «Поло».
У 1984 році відбулось перше і донині єдине нагородження іноземців: медалі «Ашока Чакра» були удостоєні радянські космонавти Юрій Малишев і Геннадій Стрекалов — учасники спільного радянсько-індійського космічного польоту.

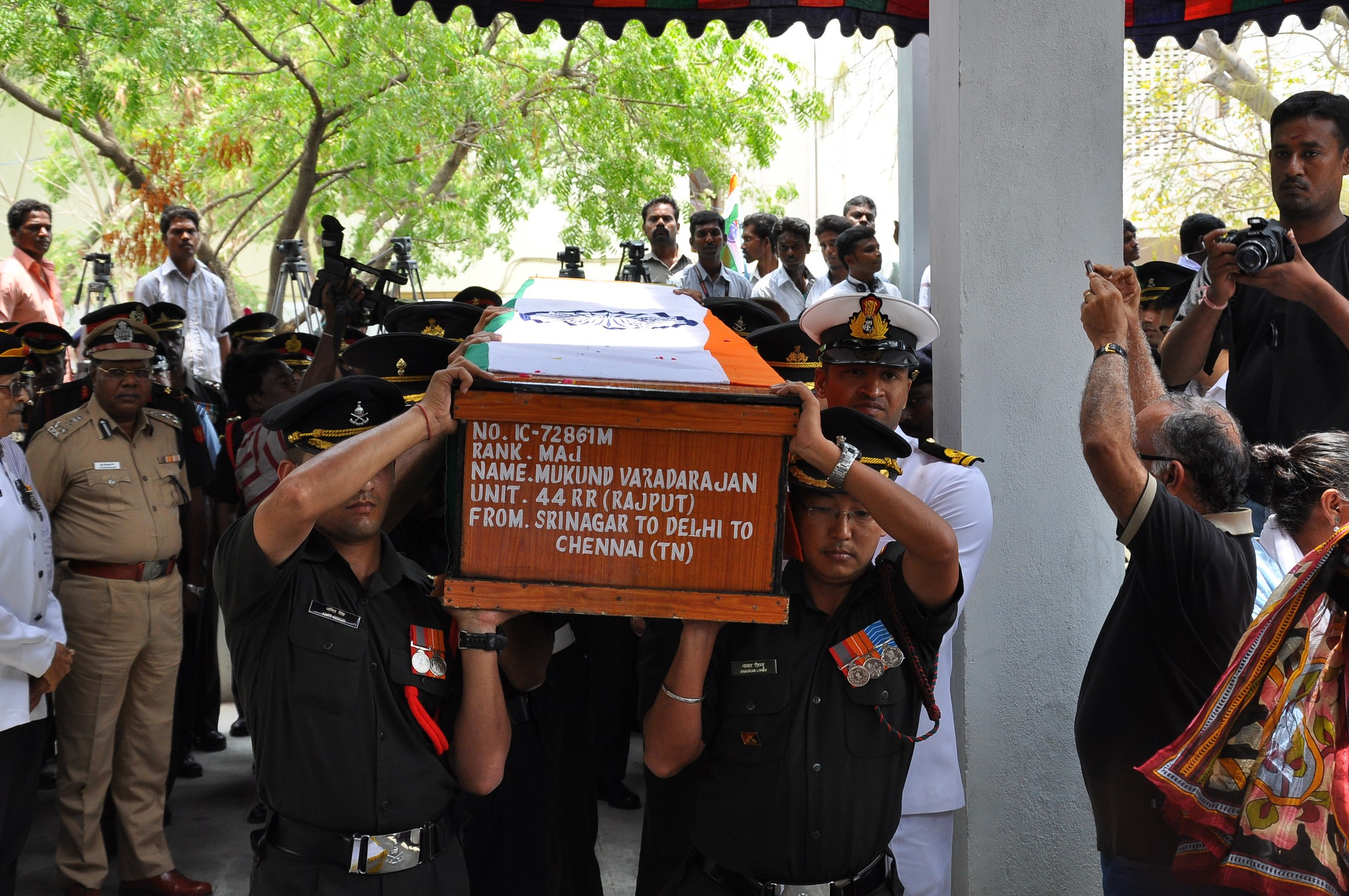
Церемонія поховання кавалера «Ашок Чакри» майора М. Варадараджана.

64-м кавалером «Ашока Чакри» за всю історію нагороди став загиблий 25 квітня 2014 року під час бою з моджахедами в окрузі Шопіан (Джамму та Кашмір) майор Мукунд Варадараджан з 44-го стрілецького батальйону 22-го Раджпутського полку.